# 美羅培南
美洛培南 (INN:meropenem)，以品牌名稱Merrem等於市面上銷售，是一種經由靜脈注射給藥的碳青黴烯類抗生素，用於治療多種病原細菌感染。其中包括腦膜炎、腹腔內感染、肺炎、敗血症和炭疽病。
使用美洛培南常見的副作用有噁心、腹瀉、便秘、頭痛、皮疹以及注射部位疼痛。嚴重的副作用則有困難梭狀芽孢桿菌感染、癲癇發作，以及包含過敏性休克在內的過敏反應。對其他β-內醯胺類抗生素過敏的人，也更易對美洛培南過敏。在懷孕期間的個體使用，對於胎兒似乎安全。美洛培南屬於碳青黴烯類藥物。它通常透過阻斷細菌製造細胞壁的能力來導致細菌死亡。此外，它能抵抗多種細菌分泌的β-內醯胺酶（細菌藉此保護自身免受抗生素影響）的分解。
美洛培南由日本住友製藥株式會社的前身大日本製藥株式會社發現，並開發為注射用抗生素製劑，於1995年9月在日本上市，並於1996年在美國獲准用於醫療用途。此藥物已列入世界衛生組織基本藥物標準清單中。世界衛生組織（WHO）將美洛培南歸類為對人類醫學極其重要的藥物。

## 醫療用途
美洛培南的抗菌範圍涵蓋多種革蘭氏陽性菌、革蘭氏陰性菌（包括綠膿桿菌）以及厭氧菌。其整體抗菌範圍與亞胺培南 (另一種碳青黴烯類抗生素) 相似，但美洛培南對腸桿菌科的活性更強，而對革蘭氏陽性菌的活性則較弱。美洛培南對產生超廣效β-內醯胺酶的細菌有效，但可能更容易被細菌產生的金屬β-內醯胺酶（在活性位點有鋅離子或其他二價金屬離子作為輔因子）水解。β-內醯胺酶是一種細菌產生的酵素，可水解β-內醯胺類抗生素，破壞其β-內醯胺環，讓這些抗生素失效。這種機制幫助細菌抵抗青黴素、頭孢菌素和碳青黴烯類等抗生素的作用，讓治療更具挑戰性。雖然美洛培南中的β-內醯胺環比其他β-內醯胺類抗生素更易接觸到水分子，而促進水解過程，並加速美洛培南在水溶液中抗菌特性降解，但它比其他β-內醯胺類抗生素更能抵抗細菌產生的β-內醯胺酶降解。
美洛培南常用於治療發熱性嗜中性白血球減少症。這種情況常發生在造血與淋巴細胞腫瘤患者和接受抑制骨髓形成之抗癌藥物的癌症患者身上。它被批准用於治療複雜的皮膚和皮膚結構感染、複雜的腹腔內感染和細菌性腦膜炎。
美洛培南能有效治療細菌性肺炎，包括醫源性肺炎。
美國食品藥物管理局 (FDA) 於2017年批准複方藥美羅培南/法硼巴坦用於治療患有複雜泌尿道感染的成人。

## 給藥
美洛培南以白色結晶粉末形式儲存在藥瓶中（包含三水合美洛培南與無水碳酸鈉的混合物）。若用於靜脈給藥的是純美洛培南粉末（而非與碳酸鈉混合的粉末），則美洛培南需溶於5%磷酸二氫鉀溶液中，因為它溶於水的程度僅為5.63毫克/毫升。若進行的是靜脈推注方式，則注射藥瓶（內含美洛培南與碳酸鈉的混合物）需用注射用無菌水進行溶解。
再溶解的美洛培南會隨時間降解。這種降解可能與溶液的顏色變化有關，這是大多數β-內醯胺類抗生素中β-內醯胺環醯胺鍵水解的典型現象，而對於美洛培南來說，顏色特別是從無色或淡黃色變為鮮黃色。再溶解時，若以0.9%氯化鈉配製的美洛培南輸注液，在最高25°C的溫度下可維持化學和物理穩定3小時。如果冷藏 (2–8°C)，穩定性可延長至24小時。然而，當產品以5%葡萄糖溶液再溶解時，應立即使用以確保療效。美洛培南在水溶液中的降解受pH值、溫度、初始濃度和所使用的具體溶液類型等因素影響。美洛培南溶液不應冷凍。
美洛培南存在一個矛盾之處：美洛培南的β-內醯胺環中的醯胺鍵使其對許多β-內醯胺酶（青黴素酶）具有抵抗力，而β-內醯胺酶是細菌產生的一種酵素，可分解青黴素和美洛培南等相關抗生素。這種抵抗力歸因於美洛培南中β-內醯胺環的穩定性，使其不易被這些酵素水解。然而，美洛培南在水存在下並不穩定，它會在水溶液中發生水解，效力隨之降低。這表示雖然美洛培南可抵抗細菌酵素，但它仍然會被水分解。這就是為何美洛培南需要頻繁或長時間緩慢在人體血液中補充新藥，將被血液中水成分水解的部分補充。
美洛培南的給藥頻率為每8小時一次。
對個體的腎功能改變和在血液過濾時，由於血液中的藥物濃度會有所變動，必須依情況來調整劑量。
有研究報告闡明美洛培南治療藥物監控（在特定時間間隔測量血液中藥物水平）的最佳應用可供參考。
美羅培南的治療效果像其他β-內醯胺類抗生素一樣，取決於在給藥間隔期間，藥物濃度能維持在抑制感染細菌的最低濃度以上的時間長度。對於包括美洛培南在內的β-內醯胺類藥物，長時間靜脈滴較靜脈推注有較低的死亡率，這一優勢在治療嚴重感染，或由敏感性較低的細菌（如綠膿桿菌）引起的感染時，尤為顯著。
美洛培南因其親水性而表現出較差的腸道滲透性和較低的口服生物利用度，而抑制它在腸道上皮的被動擴散。與美洛培南口服給藥研究相關的挑戰在於，即使在相對較低的溫度和濕度下，美洛培南也極易因為β-內醯胺環中醯胺鍵的水解而降解。這種不穩定性可能導致美洛培南抗菌活性的喪失。此外，美洛培南在胃的酸性環境中不穩定，導致口服給藥後，會大量降解和流失。此外，腸道外排（分泌性）轉運會將藥物泵回腸道：胃腸道中存在的外排轉運蛋白，特別是P-糖蛋白 (P-gp)，可將美洛培南主動泵回腸腔，限制其吸收並降低口服生物利用度。若採口服給藥，細菌可能會透過增強抗生素的主動外排（例如綠膿桿菌中的MexAB-OprM三方外排系統）來對美洛培南產生抗藥性。這就是和此藥物需要透過靜脈注射給藥的原因。
關於美洛培南在個體母乳哺育期間給藥的研究資料不足。然而據觀察，這種β-內醯胺類抗生素在母乳中的濃度一般會相對較低，因此，預計不會對餵養的嬰兒造成有害影響。儘管如此，偶爾有報導指出使用β-內醯胺類抗生素與嬰兒腸道菌群紊亂有關，表現為腹瀉或鵝口瘡（口腔念珠菌病），然而這些潛在的副作用並未在美洛培南使用的具體情況下進行徹底調查，因此在進行母乳哺育的母親使用美洛培南，對其嬰兒中的安全性尚未被充分了解。
雖然美洛培南並未獲准用於人體肌肉注射或皮下注射，但有研究評估其在貓體內的生物利用度。研究報告顯示肌肉注射途徑的生物利用度為99.69%，皮下注射途徑為96.52%。這些研究還比較美洛培南在貓體內靜脈注射、肌肉注射和皮下注射途徑的生物半衰期，分別為1.35、2.10和2.26小時。此外，還有一項關於美洛培南人體肌肉注射局部耐受性的小型研究，報告稱其耐受性普遍良好。

## 副作用
美洛培南在抗生素藥物中相對屬於安全。最常見的不良反應是腹瀉 (4.8%)、噁心和嘔吐 (3.6%)、注射部位發炎 (2.4%)、頭痛 (2.3%)、皮疹 (1.9%) 和血栓性靜脈炎 (0.9%)。其中許多不良反應發生在已經使用多種藥物（包括萬古黴素）的重症患者身上。美洛培南引起癲癇發作的可能性較亞胺培南為低。此外，已有數例嚴重低血鉀的報告。

## 交互作用
美洛培南會迅速降低丙戊酸的血清濃度。因此使用丙戊酸治療癲癇的患者，在美洛培南治療期間出現癲癇發作的風險會增加。如果無法避免使用美洛培南，則應考慮額外增用一種抗痙攣藥物。

## 藥理學

### 作用機制
美洛培南具殺菌作用，但對單核細胞增生李斯特菌則為抑菌作用。它透過抑制細菌細胞壁合成來發揮作用，和其他β-內醯胺類抗生素一樣。但與其他β-內醯胺類藥物不同的是它對β-內醯胺酶或頭孢菌素酶的降解具有高度抵抗性。通常出現抗藥性是由於青黴素結合蛋白出現突變、金屬β-內醯胺酶產生，或細菌外膜對藥物擴散的抵抗性。美洛培南對脫氫肽酶穩定，因此無需與西司他丁併用，此點與亞胺培南不同。 
科學家於2016年發現一種合成肽偶聯PMO (PPMO)，能有效抑制新德里金屬-β-內醯胺酶1的表現。NDM-1是一種常見於多重抗藥性細菌的酵素，這些細菌會利用它來分解碳青黴烯類抗生素，使其失效，此類細菌被稱為"超級細菌"。

### 蛋白質結合
美洛培南的蛋白質結合率較低，約為2%，與厄他培南約90%的蛋白質結合率形成對比。這種藥物動力學差異可能會影響臨床結果，尤其是在低白蛋白血症患者中。觀察性研究表明在該類患者中，使用美洛培南治療，其30天死亡率較使用厄他培南顯著較低，風險降低約四倍。

## 研究方向
相關業者正在研究霧化美洛培南（吸入途徑），但尚未獲批用於預防支氣管擴張急性惡化。

## 社會與文化

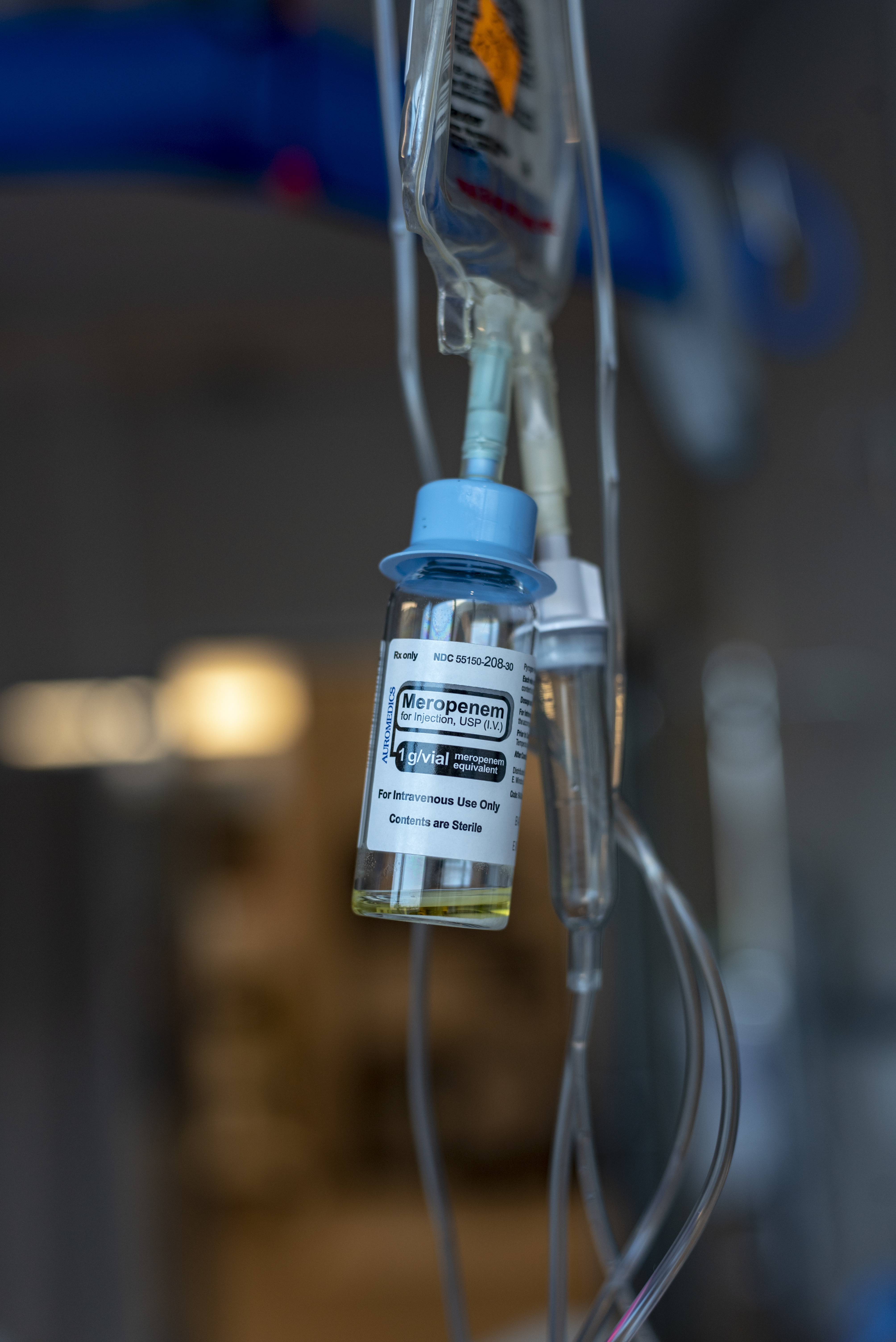
一瓶美羅培南靜脈注射製劑。

### 品牌名稱
| 國家       | 品牌名稱              | 藥廠                          |
| ---------- | --------------------- | ----------------------------- |
| 印度       | UNOMERO               | Scutonix Lifesciences, Bombay |
| 印度       | Inzapenum             | Dream India                   |
|            |                       | Aurobindo Pharma              |
|            | Penmer                | Biocon                        |
|            | Meronir               | Nirlife                       |
|            | Merowin               | Strides Acrolab               |
|            | Aktimer               | Aktimas Biopharmaceuticals    |
|            | Neopenem              | Neomed                        |
|            | Mexopen               | Samarth life sciences         |
|            | Meropenia             | SYZA Health Sciences LLP      |
|            | Ivpenem               | Medicorp Pharmaceuticals      |
|            | Merofit               |                               |
|            | Lykapiper             | Lyka Labs                     |
|            | Winmero               | Parabolic Drugs               |
| 孟加拉國   |                       |                               |
|            | I-Penam               | Incepta Pharmaceuticals Ltd.  |
|            | Meroject              | Eskayef Pharmaceuticals Ltd.  |
|            | Merocon               | Beacon Pharmaceuticals        |
| 印尼       | Merofen               | 卡爾貝製藥                    |
| 巴西       | Zylpen                | Aspen Pharma                  |
| 日本, 韓國 | Meropen               |                               |
| 澳大利亞   | Merem                 |                               |
| 台灣       | Mepem                 |                               |
| 德國       | Meronem               |                               |
| 奈及利亞   | Zironem               | Lyn-Edge Pharmaceuticals      |
| 烏克蘭     | Meropenem             | Lekhim-Kharkiv                |
|            | Panlaktam (Panlaktam) | "Darnytsia"                   |
|            | Mepenam               | Kyivmedpreparat               |
|            | Merobicide            | Borshchahiv HFZ               |
| 美國       | Meronem               | AstraZeneca                   |
| 印尼       | Merosan               | Sanbe Farma                   |
| 印尼       | Merobat               | Interbat                      |
|            | Zwipen                |                               |
|            | Carbonem              |                               |
|            | Ronem                 | Opsonin Pharma, BD            |
|            | Neopenem              |                               |
|            | Merocon               | Continental                   |
|            | Carnem                | Laderly Biotech               |
|            | Penro                 | Bosch                         |
|            | Meroza                | German Remedies               |
|            | Merotrol              | Lupin)                        |
|            | Meromer               | Orchid Chemicals              |
|            | Mepenox               | BioChimico                    |
|            | Meromax               | Eurofarma                     |
|            | Ropen                 | Macter                        |
|            | mirage                | adwic                         |
|            | Meropex               | Apex Pharma Ltd.              |
|            | Merostarkyl           | Hefny Pharma Group            |